# Пермська дерев'яна скульптура

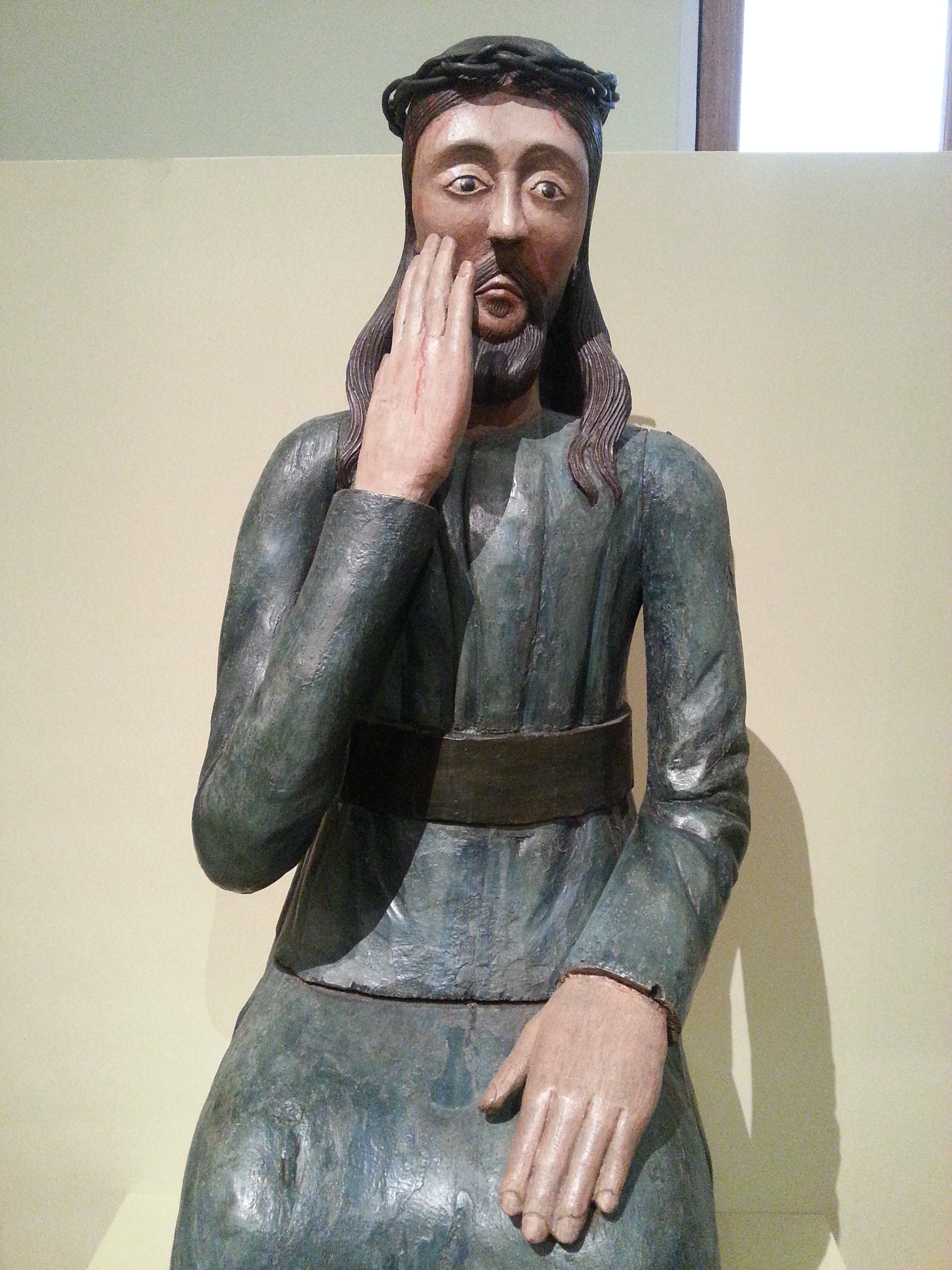
«Христос у темниці» на виставці пам'яток пермської дерев'яної поліхромної скульптури у Москві «Християнські старожитності Пермського краю»

Пермська дерев'яна скульптура («Пермські боги») — храмова скульптура, яка була широко поширена на території Пермського краю в XVII — XIX століттях. Пермська дерев'яна скульптура унікальна тим, що, будучи, по суті, мистецтвом східно-християнським, зберегла виразні риси язичницької культури, до того ж, зазнавши впливу західно-європейського бароко.

## Виникнення і заборона
Найдавніші збережені зразки пермської дерев'яної скульптури відносяться до кінця XVII — початку XVIII століть і походять із православних храмів, розташованих в поселеннях біля річки Колви: Покча, Нироб і Чердинь. Це територія сучасного Чердинського району, яка в XV — на початку XVI століття входила до складу Великопермського князівства. Дерев'яна скульптура, швидше за все, прийшла на ці землі з Російської Півночі і Центральної Росії. На думку дослідників П. А. Корчагіна та Є. В. Шабурова, Пермська культова скульптура, що виникла через два з половиною століття після хрещення Пермі Великої, швидше за все не була заміною для новонавернених їх колишніх ідолів, а навпаки, служила «фактором релігійної освіти».
На початку XVIII століття Російська православна церква заборонила об'ємні зображення святих. Постанова Святійшого Синоду від 21 травня 1722 року забороняла «мати в церквах ікони різьблені, або тесані, видовбані, виліплені». Але викорінити традицію вирізати «богів» з дерева не вдалося. Уральські священники воліли миритися з присутністю в храмі скульптур. До того ж, самі особи скульптур свідчать про глибоке «внутрішнє» розуміння невідомими художниками ідей християнства. Лики Спасів висловлюють лагідність, смиренність, жертовність, мучеництво. Використовуючи старі традиції сакральної пластики, що сягає глибини століть, пермські майстри додали їй нового духовного змісту. Риси осіб на скульптурах, очевидно, в залежності від національної приналежності самого художника, найчастіше відповідають комі-пермяцькому або башкирському типу.
Найбільш поширений образ Христа в пермської скульптурі — «Христос у темниці» або «Спас Опівнічний». У російській іконографії цей сюжет з'явився лише в XVII столітті і, як вважається, був запозичений з католицького живопису й зображує Христа до сходження на Голгофу, коли він був осміяний римськими стражниками.

## Вивчення пермської дерев'яної скульптури
За спогадами Серебреннікова М. М. — першого збирача Пермської дерев'яної скульптури, фігури Спасів навіть ставили всередині храму в т. зв. темниці, теж зроблені з дерева. Парафіяни одягали скульптури і взували, приносили їм дари. За місцевими легендами, фігури мали здатність ходити, тому взуття доводилося міняти часто, оскільки воно зношувалося.

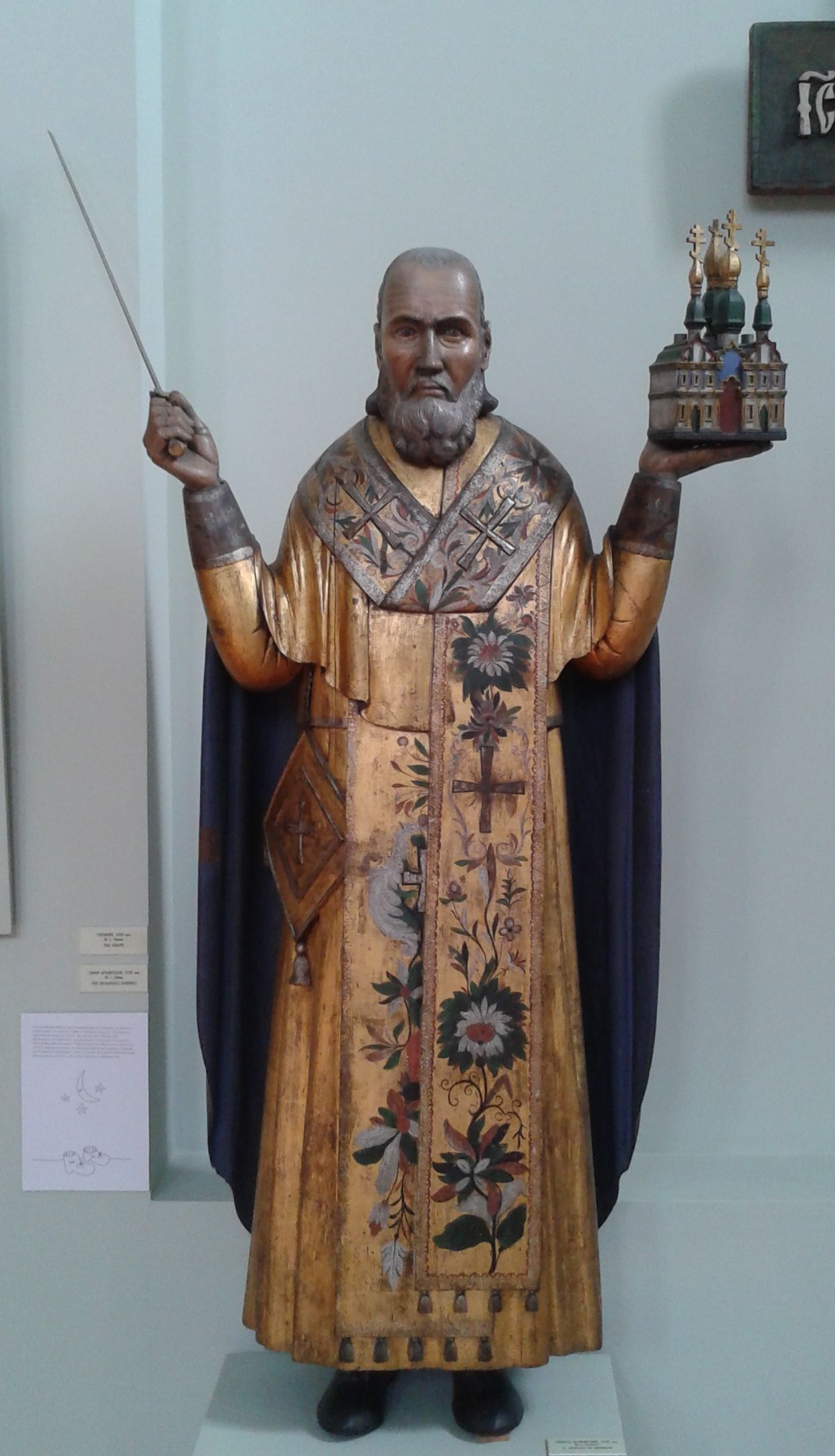
Св. Нікола Можайський з с. Зеленята. Дерев'яна скульптура, XVIII — поч. XIX ст.

Крім Христа, особливою любов'ю пермських майстрів користувався св. Нікола Можайський. Також збереглося чимало скульптурних сцен Розп'яття з безліччю фігур.
«Відкривачем» Пермської скульптури називають Серебреннікова М. М., який з 1923 по 1926 рік організував шість експедицій з метою збору пам'яток мистецтва і старовини. Більшу частину колекції складають скульптури, знайдені в сільських храмах півночі Пермської області. У 1925 році в експедиції брав участь І. Е. Грабар, котрий першим із великих художників і мистецтвознавців оцінив значення та культурну цінність знахідок.
Більша частина колекції Пермської дерев'яної скульптури знаходиться в Пермській державній художній галереї. У 2010 році частина колекції експонувалася в Ліоні.